# Księżyc zaszedł
Księżyc zaszedł (ang. The Moon Is Down) – powieść Johna Steinbecka z 1942 roku.
Krótki utwór psychologiczny o tematyce wojennej autor napisał z myślą o późniejszej inscenizacji teatralnej. Powieść opublikowano w nowojorskim wydawnictwie Viking Press w marcu 1942 roku. Treść nawiązywała do aktualnej sytuacji geopolitycznej, wkrótce pojawiły się przekłady na języki europejskie (francuski, następnie m.in. holenderski, duński, włoski, norweski), publikowane przez nielegalne wydawnictwa w krajach okupowanej Europy. W latach wojny utwór był szeroko znany w Związku Radzieckim. Po wojnie pisarz za powieść tę odznaczony został norweskim Krzyżem Wolności Haakona VII.

## Treść

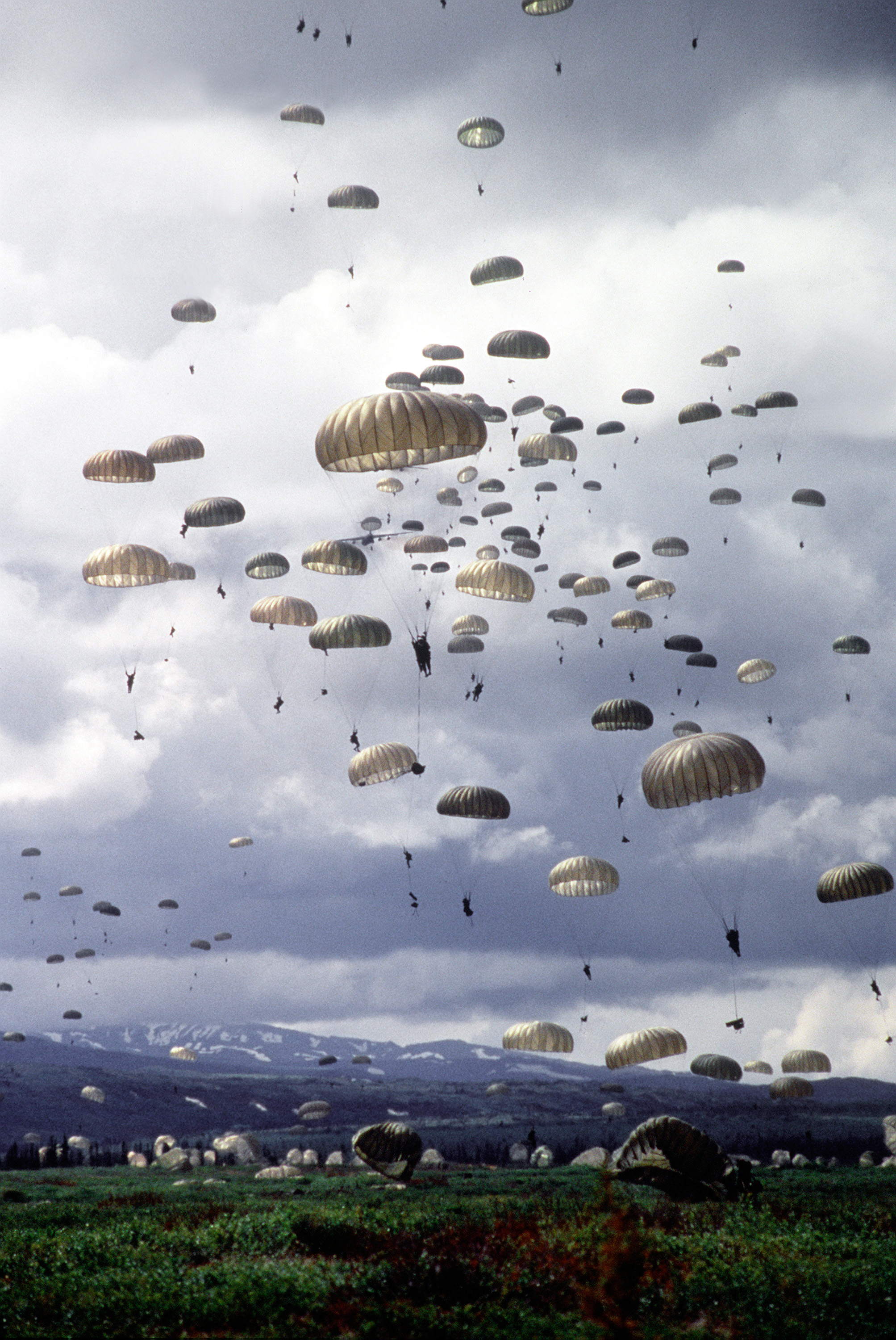

Desant batalionu spadochroniarzy niespodziewanie zajmuje przemysłowe miasto na wybrzeżu. Dowódca jednostki, pułkownik Lanser, sprawnie wprowadza rządy okupacyjne. Doświadczony wojskowy stara się postępować w sposób humanitarny wobec miejscowej ludności, twarde reguły wojny narzucają jednak działania, z powodu których coraz bardziej czuje się niewolnikiem bezwzględnego i wrogiego człowiekowi systemu. Spontanicznie powstały i narastający ruch biernego sprzeciwu, a potem czynnego oporu przeciw władzy okupanta – ostatecznie nie pozostawia mu wyboru.

## Cechy powieści
Akcja nie jest umieszczona w konkretnym kraju. Dla zobiektywizowania sytuacji autor nadał postaciom angielskojęzyczne nazwiska (Tonder, Prackle, Loft, Hunter, Winter, Molly, Aleks Morden). Utwór powstał na gruncie doświadczeń I wojny światowej, jak i toczącej się  kolejnej wojny. Autor ogólnie przedstawia  odwieczny problem wzajemnego stosunku zdobywców i zwyciężonych, hipotetyczną sytuację okupantów i okupowanych umieszczoną w przykładowym kraju podczas przykładowej wojny. Wzmagająca się presja okupanta rodzi rosnący sprzeciw pokonanych przekształacający się w spontaniczny ruch oporu, z którym nie mogą poradzić sobie okupanci. Głównymi postaciami po obu stronach są: burmistrz Orden biorący na siebie moralną odpowiedzialność za ruch odmowy i sprzeciwu rodzący się wśród mieszkańców, oraz dowodzący okupantami płk Lanser – człowiek kulturalny, mądry, ale znający życie i rzemiosło wojenne z jego bezwzględnymi wymaganiami.
Niewielki utwór stanowi mocny okrzyk protestu przeciw trwającej wojnie i wszelkiej wojnie (Wojna jest zdradą i nienawiścią, partactwem kiepskich generałów, męczarnią, zabijaniem, cierpieniem i znużeniem, aż wreszcie kończy się i – nic się nie zmienia, tyle że powstają nowe troski i nienawiści). W tej krótkiej, zwartej fabularnie powieści autor również poglądowo ukazuje, jak przebiega i czym się kończy „humanitarna” okupacja z jej wszelkimi uwarunkowaniami, jak tworzy się pomiędzy ludźmi i narasta wzajemna wrogość i nienawiść. A także – jakie są długofalowe skutki wodzowskiego totalitaryzmu w zetknięciu z „amerykańskim” duchem wolności i obywatelskiego poświęcenia (Zdaje im się, że skoro u nich jest jeden wódz i jedna głowa, u nas musi być podobnie. Wiedzą, że wystarczy odrąbać dziesięć głów i wszystko się u nich zawali. Ale my jesteśmy wolnym narodem, my mamy tyle głów, ilu ludzi, i gdy będzie trzeba, przywódcy wyrosną spośród nas jak grzyby).